# 1575 год в науке
В 1575 году произошли различные научные и технологические события, некоторые из которых представлены ниже.

## События
- 8 февраля — в Лейдене, в здании бывшего женского монастыря святой Барбары, открылся первый в Нидерландах университет[1].

## Публикации
- Корнелиус Гемма в трактате «О божественных свойствах природы, или о редких и чудесных явлениях, причинах, признаках и свойствах вещей во всех частях Вселенной» изложил обширные сведения о медицине, астрономии, астрологии, тератологии, гаданиях, эсхатологии, энциклопедизме и др.

- Первая публикация сборника трудов Амбруаза Паре, содержащего одни из первых исследований по судебной медицине.
- Франческо Мавролико в изданном посмертно трактате «Maurolyci opuscula mathematica» объясняет причины близорукости свойствами хрусталика[2]. Одновременно вышла в свет его «Арифметика», содержащая формулы, предвосхищающие появившийся столетием позже математический анализ, а также первые в мире рассуждения о математической индукции[3],
- Французский путешественник Андре Теве опубликовал «Универсальную космографию, иллюстрированную различными рисунками самых замечательных вещей, увиденных автором», всестороннее географическое описание четырёх известных тогда континентов: Европы, Азии, Африки и Америки.

## Родились
См. также: Категория:Родившиеся в 1575 году
- 25 июля — Христофор Шейнер, немецкий астроном и математик, один из первооткрывателей солнечных пятен (умер в 1650 году).

## Скончались
См. также: Категория:Умершие в 1575 году
- 22 июля — Франческо Мавролико, итальянский математик, физик и астроном (род. в 1494 году).
- 3 сентября — Федерико Коммандино, итальянский математик, переводчик трудов Архимеда и других античных классиков.
- (?) — Томас де Меркадо, испанский экономист и теолог (род. в 1525 году).
- (?) — Костанцо Варолий, итальянский анатом, личный врач папы Григория XIII (род. в 1543 году).